# Parasmittina alba
Parasmittina alba is een mosdiertjessoort uit de familie van de Smittinidae. De wetenschappelijke naam van de soort is voor het eerst geldig gepubliceerd in 2011 door Ramalho, Muricy & Taylor.